# Aritmetisk funktion
En aritmetisk funktion (eller talteoretisk funktion) f(n) är inom talteorin en funktion med definitionsmängd alla positiva heltal och målmängd de komplexa talen. Med andra ord är en aritmetisk funktion en följd av komplexa tal.
De viktigaste aritmetiska funktionerna är de additiva och de multiplikativa.
En viktig operation på de aritmetiska funktionerna är Dirichletfaltning.

## Multiplikativa och additiva funktioner
En aritmetisk funktion a är
- fullständigt additiv om a(mn) = a(m) + a(n) för alla naturliga tal m och n;

- fullständigt multipliktiv om a(mn) = a(m)a(n) för alla naturliga tal m och n;

En aritmetisk funktion a är
- additiv om a(mn) = a(m) + a(n) för alla relativt prima naturliga tal m och n;

- multiplikativ om a(mn) = a(m)a(n) för alla relativt prima naturliga tal m och n.

## Exempel

### Multiplikativa funktioner

#### φ(n) – Eulers fi-funktion
φ(n), Eulers fi-funktion, är antalet positiva heltal mindre än n som är relativt prima till n.
{\displaystyle \varphi (n)=n\prod _{p|n}\left(1-{\frac {1}{p}}\right)=n\left({\frac {p_{1}-1}{p_{1}}}\right)\left({\frac {p_{2}-1}{p_{2}}}\right)\ldots \left({\frac {p_{\omega (n)}-1}{p_{\omega (n)}}}\right).}

#### μ(n) - Möbiusfunktionen
μ(n), Möbiusfunktionen, är viktig eftersom den förekommer i Möbius inversionsformel. Den definieras som
{\displaystyle \mu (n)={\begin{cases}(-1)^{\omega (n)}=(-1)^{\Omega (n)}&{\mbox{om }}\;\omega (n)=\Omega (n)\\0&{\mbox{om }}\;\omega (n)\neq \Omega (n).\end{cases}}}

#### τ(n) – Ramanujans taufunktion
τ(n), Ramanujans taufunktion, definieras som
{\displaystyle \sum _{n\geq 1}\tau (n)q^{n}=q\prod _{n\geq 1}(1-q^{n})^{24}.}

### Fullständigt multiplikativa funktioner

#### λ(n) – Liouvilles funktion
λ(n), Liouvilles lambda-funktion, definieras som
{\displaystyle \lambda (n)=(-1)^{\Omega (n)}.\;}

### Additiva funktioner

#### ω(n) – antalet skilda primtalsdelare
Funktionen ω(n), definierad som antalet skilda primtal som delar n, är additiv.

### Funktioner som är varken multiplikativa eller additiva
- c4(n) - antalet sätt som n kan uttryckas som summan av fyra kvadrater på icke-negativa heltal, där man gör skillnad på summandernas ordning. Till exempel:

1 = 12+02+02+02 = 02+12+02+02 = 02+02+12+02 = 02+02+02+12,
dvs c4(1)=4.
- P(n), Partitionsfunktionen - antalet representationer av n som summan av positiva heltal där man inte skiljer på summandernas ordning.

Till exempel: P(2 · 5) = P(10) = 42 och P(2)P(5) = 2 · 7 = 14 ≠ 42. 
- π(n), Primtalsfunktionen - antalet primtal mindre än eller lika med ett givet tal n. Det gäller att π(1) = 0 och π(10) = 4 (primtalen under 10 är 2, 3, 5 och 7).

#### Λ(n) – Mangoldtfunktionen
Λ(n), Mangoldtfunktionen, är 0 förutom då argumentet är en primtalspotens, då den är logaritmen av primtalet: 
{\displaystyle \Lambda (n)={\begin{cases}\log p&{\mbox{om }}n=2,3,4,5,7,8,9,11,13,16,\ldots =p^{k}{\mbox{ är en primtalspotens}}\\0&{\mbox{om }}n=1,6,10,12,14,15,18,20,21,\dots \;\;\;\;{\mbox{ annars}}.\end{cases}}}

#### rk(n) – summor avkkvadrater
rk(n) är antalet representationer av n som summan av k kvadrater, där representationer som skiljer sig enbart i ordningen av termerna eller deras tecken räknas som skilda  
{\displaystyle r_{k}(n)=|\{(a_{1},a_{2},\dots ,a_{k}):n=a_{1}^{2}+a_{2}^{2}+\cdots +a_{k}^{2}\}|.}

## Summafunktioner
Givet en aritmetisk funktion a(n) definieras dess summafunktion A(x) som
{\displaystyle A(x):=\sum _{n\leq x}a(n).}
A kan ses som en funktion av en reell variabel. Givet ett positivt heltal m är A konstant i det öppna intervallet m < x < m + 1 och har en diskontinuitet vid varje heltal n för vilket a(n) ≠ 0.
Summafunktioner representeras ofta med hjälp av serier och integraler. För att få summafunktionerna kontinuerliga definieras de vanligen vid diskontinuiteter som medelvärdet av värdena till höger och vänster om diskontinuiteten:  
{\displaystyle A_{0}(m):={\frac {1}{2}}\left(\sum _{n<m}a(n)+\sum _{n\leq m}a(n)\right)=A(m)-{\frac {1}{2}}a(m).}
Individuella värden av aritmetiska funktioner kan variera mycket. Summafunktionerna varierar i allmänhet mindre. I flera fall går det att hitta asymptotiska formler för summafunktionen för stora x.

## Relationer mellan aritmetiska funktioner

### Dirichletfaltningar
{\displaystyle \sum _{\delta \mid n}\mu (\delta )=\sum _{\delta \mid n}\lambda \left({\frac {n}{\delta }}\right)|\mu (\delta )|={\begin{cases}&1{\mbox{ if }}n=1\\&0{\mbox{ if }}n\neq 1.\end{cases}}}     där λ är Liouvilles funktion.
{\displaystyle \sum _{\delta \mid n}\varphi (\delta )=n.}      
{\displaystyle \varphi (n)=\sum _{\delta \mid n}\mu \left({\frac {n}{\delta }}\right)\delta =n\sum _{\delta \mid n}{\frac {\mu (\delta )}{\delta }}.}     Möbiusinversion
{\displaystyle \sum _{d|n}J_{k}(d)=n^{k}.\,}
{\displaystyle J_{k}(n)=\sum _{\delta \mid n}\mu \left({\frac {n}{\delta }}\right)\delta ^{k}=n^{k}\sum _{\delta \mid n}{\frac {\mu (\delta )}{\delta ^{k}}}.}        Möbiusinversion
{\displaystyle \sum _{\delta \mid n}\delta ^{s}J_{r}(\delta )J_{s}\left({\frac {n}{\delta }}\right)=J_{r+s}(n)}      
{\displaystyle \sum _{\delta \mid n}\varphi (\delta )d\left({\frac {n}{\delta }}\right)=\sigma (n).}      
{\displaystyle \sum _{\delta \mid n}|\mu (\delta )|=2^{\omega (n)}.}      
{\displaystyle |\mu (n)|=\sum _{\delta \mid n}\mu \left({\frac {n}{\delta }}\right)2^{\omega (\delta )}.}        Möbiusinversion
{\displaystyle \sum _{\delta \mid n}2^{\omega (\delta )}=d(n^{2}).}      
{\displaystyle 2^{\omega (n)}=\sum _{\delta \mid n}\mu \left({\frac {n}{\delta }}\right)d(\delta ^{2}).}        Möbiusinversion
{\displaystyle \sum _{\delta \mid n}d(\delta ^{2})=d^{2}(n).}      
{\displaystyle d(n^{2})=\sum _{\delta \mid n}\mu \left({\frac {n}{\delta }}\right)d^{2}(\delta ).}        Möbiusinversion
{\displaystyle \sum _{\delta \mid n}d\left({\frac {n}{\delta }}\right)2^{\omega (\delta )}=d^{2}(n).}      
{\displaystyle \sum _{\delta \mid n}\lambda (\delta )={\begin{cases}&1{\mbox{ om }}n{\mbox{ är en kvadrat }}\\&0{\mbox{ om }}n{\mbox{ är inte en kvadrat.}}\end{cases}}}      där λ är Liouvilles funktion.
{\displaystyle \sum _{\delta \mid n}\Lambda (\delta )=\log n.}      
{\displaystyle \Lambda (n)=\sum _{\delta \mid n}\mu \left({\frac {n}{\delta }}\right)\log(\delta ).}        Möbiusinversion

### Summor av kvadrater
{\displaystyle {\mbox{Om }}k\geq 4{\mbox{ är }}\;\;\;r_{k}(n)>0.}     (Lagranges fyrakvadraterssats).
{\displaystyle r_{2}(n)=4\sum _{d|n}\chi (d),\;}     där χ är den icke-principiella karaktären (mod 4).
{\displaystyle r_{4}(n)=8\sum _{\stackrel {d\,|\,n}{4\,\nmid \,d}}d=8(2+(-1)^{n})\sum _{\stackrel {d\,|\,n}{2\,\nmid \,d}}d={\begin{cases}8\sigma (n)&{\mbox{om }}n{\mbox{ är udda }}\\24\sigma \left({\frac {n}{2^{\nu }}}\right)&{\mbox{if }}n{\mbox{ är jämn }}\end{cases}}}     där ν = ν2(n).    
{\displaystyle r_{6}(n)=16\sum _{d|n}\chi \left({\frac {n}{d}}\right)d^{2}-4\sum _{d|n}\chi (d)d^{2}.}    
Definiera funktionen σk*(n) som
{\displaystyle \sigma _{k}^{*}(n)=(-1)^{n}\sum _{d|n}(-1)^{d}d^{k}={\begin{cases}\sum _{d\,|\,n}d^{k}=\sigma _{k}(n)&{\mbox{om }}n{\mbox{ är udda }}\\\sum _{\stackrel {d\,|\,n}{2\,\mid \,d}}d^{k}-\sum _{\stackrel {d\,|\,n}{2\,\nmid \,d}}d^{k}&{\mbox{if }}n{\mbox{ är jämn}}.\end{cases}}}
Då är
{\displaystyle r_{8}(n)=16\sigma _{3}^{*}(n).\;}    
Definiera τ(x) = 0 om x inte är ett heltal.
{\displaystyle r_{24}(n)={\frac {16}{691}}\sigma _{11}^{*}(n)+{\frac {128}{691}}\left\{(-1)^{n-1}259\tau (n)-512\tau \left({\frac {n}{2}}\right)\right\}}    

### Identiteter för sigmafunktionen
{\displaystyle \sigma _{3}(n)={\frac {1}{5}}\left\{6n\sigma _{1}(n)-\sigma _{1}(n)+12\sum _{0<k<n}\sigma _{1}(k)\sigma _{1}(n-k)\right\}.\;}
{\displaystyle \sigma _{5}(n)={\frac {1}{21}}\left\{10(3n-1)\sigma _{3}(n)+\sigma _{1}(n)+240\sum _{0<k<n}\sigma _{1}(k)\sigma _{3}(n-k)\right\}.\;}
{\displaystyle {\begin{aligned}\sigma _{7}(n)&={\frac {1}{20}}\left\{21(2n-1)\sigma _{5}(n)-\sigma _{1}(n)+504\sum _{0<k<n}\sigma _{1}(k)\sigma _{5}(n-k)\right\}\\&=\sigma _{3}(n)+120\sum _{0<k<n}\sigma _{3}(k)\sigma _{3}(n-k).\end{aligned}}}
{\displaystyle {\begin{aligned}\sigma _{9}(n)&={\frac {1}{11}}\left\{10(3n-2)\sigma _{7}(n)+\sigma _{1}(n)+480\sum _{0<k<n}\sigma _{1}(k)\sigma _{7}(n-k)\right\}\\&={\frac {1}{11}}\left\{21\sigma _{5}(n)-10\sigma _{3}(n)+5040\sum _{0<k<n}\sigma _{3}(k)\sigma _{5}(n-k)\right\}.\;\end{aligned}}}
{\displaystyle \tau (n)={\frac {65}{756}}\sigma _{11}(n)+{\frac {691}{756}}\sigma _{5}(n)-{\frac {691}{3}}\sum _{0<k<n}\sigma _{5}(k)\sigma _{5}(n-k),\;}
Om vi definierar p(0) = 1 är
{\displaystyle p(n)={\frac {1}{n}}\sum _{1\leq k\leq n}\sigma (k)p(n-k).} .

### Menons identitet
1965 bevisade P. Kesava Menon 
{\displaystyle \sum _{\stackrel {1\leq k\leq n}{\gcd(k,n)=1}}\gcd(k-1,n)=\varphi (n)d(n).}
Några generaliseringar är:
{\displaystyle \sum _{\stackrel {1\leq k_{1},k_{2},\dots ,k_{s}\leq n}{\gcd(k_{1},n)=1}}\gcd(k_{1}-1,k_{2},\dots ,k_{s},n)=\varphi (n)\sigma _{s-1}(n).}
{\displaystyle \sum _{\stackrel {1\leq k_{1},k_{2},\dots ,k_{s}\leq n}{\gcd(k_{1},k_{2},\dots ,k_{s},n)=1}}\gcd(k_{1}-a_{1},k_{2}-a_{2},\dots ,k_{s}-a_{s},n)^{s}=J_{s}(n)d(n),}
där a1, a2, ..., as är heltal, gcd(a1, a2, ..., as, n) = 1.
{\displaystyle \sum _{\stackrel {1\leq k\leq m}{\gcd(k,m)=1}}\gcd(k^{2}-1,m_{1})\gcd(k^{2}-1,m_{2})=\varphi (n)\sum _{\stackrel {d_{1}\mid m_{1}}{d_{2}\mid m_{2}}}\varphi (\gcd(d_{1},d_{2}))2^{\omega (\operatorname {lcm} (d_{1},d_{2}))},}
där m1 och m2 är udda, m = lcm(m1, m2).
Om f är en godtycklig aritmetisk funktion är
{\displaystyle \sum _{\stackrel {1\leq k\leq n}{\gcd(k,n)=1}}f(\gcd(k-1,n))=\varphi (n)\sum _{d\mid n}{\frac {(\mu *f)(d)}{\varphi (d)}},}
där * betyder Dirichletfaltning.

### Övrigt
{\displaystyle {\frac {6}{\pi ^{2}}}<{\frac {\phi (n)\sigma (n)}{n^{2}}}<1\;}
{\displaystyle {\begin{aligned}c_{q}(n)&={\frac {\mu \left({\frac {q}{\gcd(q,n)}}\right)}{\phi \left({\frac {q}{\gcd(q,n)}}\right)}}\phi (q)\\&=\sum _{\delta |\gcd(q,n)}\mu \left({\frac {q}{\delta }}\right)\delta ;\end{aligned}}}
Notera att  {\displaystyle \phi (q)=\sum _{\delta |q}\mu \left({\frac {q}{\delta }}\right)\delta .}
{\displaystyle c_{q}(1)=\mu (q)\;}
{\displaystyle c_{q}(q)=\phi (q)\;}
{\displaystyle \sum _{\delta |n}d^{\;3}(\delta )=\left(\sum _{\delta |n}d(\delta )\right)^{2}\;} Jämför med 13 + 23 + 33 + ... + n3 = (1 + 2 + 3 + ... + n)2
{\displaystyle d(uv)=\sum _{\delta \;|\gcd(u,v)}\mu (\delta )d\left({\frac {u}{\delta }}\right)d\left({\frac {v}{\delta }}\right)\;}
{\displaystyle \sigma _{k}(u)\sigma _{k}(v)=\sum _{\delta \;|\gcd(u,v)}\delta ^{k}\sigma _{k}\left({\frac {uv}{\delta ^{2}}}\right)\;}
{\displaystyle \tau (u)\tau (v)=\sum _{\delta \;|\gcd(u,v)}\delta ^{11}\tau \left({\frac {uv}{\delta ^{2}}}\right)\;}

## Dirichletserier för några aritmetiska funktioner
{\displaystyle \sum _{n\geq 1}{\frac {\mu (n)}{n^{s}}}={\frac {1}{\zeta (s)}}}
{\displaystyle \sum _{n\geq 1}{\frac {\varphi (n)}{n^{s}}}={\frac {\zeta (s-1)}{\zeta (s)}}}
{\displaystyle \sum _{n\geq 1}{\frac {2^{\omega (n)}}{n^{s}}}={\frac {\zeta (s)^{2}}{\zeta (2s)}}}
{\displaystyle {\frac {\zeta (s-1)}{\zeta (s)}}=\sum _{n=1}^{\infty }{\frac {\varphi (n)}{n^{s}}}}
{\displaystyle {\frac {\zeta (s-k)}{\zeta (s)}}=\sum _{n=1}^{\infty }{\frac {J_{k}(n)}{n^{s}}}}
{\displaystyle \zeta (s)\zeta (s-a)=\sum _{n=1}^{\infty }{\frac {\sigma _{a}(n)}{n^{s}}}}
{\displaystyle {\frac {\zeta (s)\zeta (s-a)\zeta (s-2a)}{\zeta (2s-2a)}}=\sum _{n=1}^{\infty }{\frac {\sigma _{a}(n^{2})}{n^{s}}}}
{\displaystyle {\frac {\zeta (s)\zeta (s-a)\zeta (s-b)\zeta (s-a-b)}{\zeta (2s-a-b)}}=\sum _{n=1}^{\infty }{\frac {\sigma _{a}(n)\sigma _{b}(n)}{n^{s}}}}
{\displaystyle \zeta ^{2}(s)=\sum _{n=1}^{\infty }{\frac {d(n)}{n^{s}}}}
{\displaystyle {\frac {\zeta ^{3}(s)}{\zeta (2s)}}=\sum _{n=1}^{\infty }{\frac {d(n^{2})}{n^{s}}}}
{\displaystyle {\frac {\zeta ^{4}(s)}{\zeta (2s)}}=\sum _{n=1}^{\infty }{\frac {d(n)^{2}}{n^{s}}}.}
{\displaystyle {\frac {\zeta ^{\prime }(s)}{\zeta (s)}}=-\sum _{n=1}^{\infty }{\frac {\Lambda (n)}{n^{s}}}.}
{\displaystyle {\frac {\zeta (2s)}{\zeta (s)}}=\sum _{n=1}^{\infty }{\frac {\lambda (n)}{n^{s}}}.}
{\displaystyle {\frac {\sigma _{1-s}(m)}{\zeta (s)}}=\sum _{n=1}^{\infty }{\frac {c_{n}(m)}{n^{s}}}.}
{\displaystyle {\frac {\zeta (s)}{\zeta (2s)}}=\sum _{n=1}^{\infty }{\frac {|\mu (n)|}{n^{s}}}\equiv \sum _{n=1}^{\infty }{\frac {\mu ^{2}(n)}{n^{s}}}.}